# 大包約姆
大包約姆（匈牙利語：Nagybajom）是匈牙利的城鎮，位於該國西南部，临近小包约姆，由紹莫吉州負責管轄，距離首府考波什堡25公里，面積108.06平方公里，2011年人口3,465，其中約七成居民信奉天主教。

## 外部連結
- Street map（页面存档备份，存于） （匈牙利文）